# カール・ボレス
カール・セオドア・ボレス（Carl Theodore Boles, 1934年10月31日 - 2022年4月8日）は、アメリカ合衆国アーカンソー州出身のプロ野球選手（外野手）。

## 経歴
1962年AAのエルパソ・サンキングスで、打率.337、18本塁打を打つと、同年8月にメジャーに昇格し、サンフランシスコ・ジャイアンツで19試合に出場する。その後、1964年までAAAのタコマ・ジャイアンツでプレーした。
1966年に来日し、近鉄バファローズに入団。土井正博・高木喬とクリーンナップを組んで26本塁打を打つと、翌1967年は打率.305（リーグ4位）、31本塁打、76打点の好成績を挙げる。1968年は4月末の時点で打率.339と開幕こそ好調であったが、5月に入ると打撃不振に陥り、永淵洋三・小川亨の台頭もあって出番が減り、72試合で打率.251の成績に終わる。この年のオフに近鉄を戦力外になると、監督の中西太に望まれて西鉄ライオンズに移籍した。
西鉄に移るとクリーンナップを打ち、打率は.250前後であったが1969年18本塁打、1970年28本塁打と長打力を見せた。この間、ボレスは1969年にチームメイトの永易将之から敗退行為を持ち掛けられるが、ボレスはこれを拒絶して球団に報告した。また、報知新聞の西鉄担当の記者に「チームメイトにわざとエラーする選手がいる」と漏らした。これを受けて報知が調査し、黒い霧事件の全容が明らかになっていった。1970年には、東映フライヤーズとの試合中に大杉勝男と乱闘となり、ノックアウトされている（その後、大杉が謝罪して落着した）。
ボレスは無断で試合欠場するなどもあってチーム内での評判は悪かった。また、西鉄との契約ではチーム遠征では宿舎ではなくホテルの部屋を使用するというものであったが、体力を養うためにという名目でより高額な部屋を要求。さらに、要求が受け入れられないとみるや、引退やパリーグ内での移籍を仄めかすなど、契約にまつわるトラブルが多かった。我慢の限界に達した西鉄は、契約金の吊り上げのためにボレスが仄めかした引退の意思を逆手に取り、1971年6月7日付で任意引退扱いにして事実上解雇した。
帰国後はサンフランシスコ・ジャイアンツのスカウトを勤めた後、「The Carl T. Boles Baseball 4 Kids Foundation, Inc」を立ち上げ、経済的に恵まれない子供たちのリトルリーグへの参加を支援していた。2022年4月8日死去。87歳没。

## 詳細情報

### 年度別打撃成績
| 年 度    | 球 団    | 試 合 | 打 席 | 打 数 | 得 点 | 安 打 | 二 塁 打 | 三 塁 打 | 本 塁 打 | 塁 打 | 打 点 | 盗 塁 | 盗 塁 死 | 犠 打 | 犠 飛 | 四 球 | 敬 遠 | 死 球 | 三 振 | 併 殺 打 | 打 率 | 出 塁 率 | 長 打 率 | O P S |
| -------- | -------- | ----- | ----- | ----- | ----- | ----- | -------- | -------- | -------- | ----- | ----- | ----- | -------- | ----- | ----- | ----- | ----- | ----- | ----- | -------- | ----- | -------- | -------- | ----- |
| 1962     | SF       | 19    | 25    | 24    | 4     | 9     | 0        | 0        | 0        | 9     | 1     | 0     | 0        | 1     | 0     | 0     | 0     | 0     | 6     | 2        | .375  | .375     | .375     | .750  |
| 1966     | 近鉄     | 124   | 499   | 463   | 60    | 121   | 21       | 1        | 26       | 222   | 57    | 14    | 8        | 2     | 1     | 26    | 3     | 7     | 57    | 9        | .261  | .310     | .479     | .790  |
| 1967     | 近鉄     | 114   | 466   | 417   | 73    | 127   | 21       | 1        | 31       | 243   | 76    | 3     | 4        | 4     | 4     | 33    | 1     | 8     | 43    | 17       | .305  | .367     | .583     | .950  |
| 1968     | 近鉄     | 72    | 258   | 235   | 21    | 59    | 6        | 0        | 5        | 80    | 25    | 2     | 2        | 4     | 3     | 13    | 0     | 3     | 24    | 5        | .251  | .299     | .340     | .639  |
| 1969     | 西鉄     | 115   | 431   | 405   | 42    | 98    | 12       | 1        | 18       | 166   | 56    | 4     | 3        | 0     | 4     | 20    | 1     | 2     | 48    | 11       | .242  | .281     | .410     | .691  |
| 1970     | 西鉄     | 119   | 441   | 402   | 48    | 102   | 11       | 1        | 28       | 199   | 59    | 4     | 2        | 0     | 4     | 30    | 6     | 5     | 36    | 5        | .254  | .314     | .495     | .809  |
| 1971     | 西鉄     | 33    | 132   | 116   | 21    | 33    | 3        | 0        | 9        | 63    | 21    | 3     | 1        | 0     | 1     | 14    | 2     | 1     | 8     | 4        | .284  | .366     | .543     | .910  |
| MLB：1年 | MLB：1年 | 19    | 25    | 24    | 4     | 9     | 0        | 0        | 0        | 9     | 1     | 0     | 0        | 1     | 0     | 0     | 0     | 0     | 6     | 2        | .375  | .375     | .375     | .750  |
| NPB：6年 | NPB：6年 | 577   | 2227  | 2038  | 265   | 540   | 74       | 4        | 117      | 973   | 294   | 30    | 20       | 10    | 17    | 136   | 13    | 26    | 216   | 51       | .265  | .319     | .477     | .797  |

### 記録
NPB
- 初出場・初先発出場：1966年4月10日、対西鉄ライオンズ1回戦（平和台球場）、7番・右翼手で先発出場
- 初本塁打：同上、6回表に田中勉からソロ
- オールスターゲーム出場：2回 （1966年、1967年）

### 背番号
- 14 （1962年）
- 27 （1966年 - 1968年）
- 29 （1969年 - 1971年）